# Сражение при Вальми
Сраже́ние при Вальми́ (фр. bataille de Valmy) — битва у деревушки Вальми в Северной Франции, произошедшая 20 сентября 1792 года в ходе Войны первой коалиции, ставшей частью Французских революционных войн. Силы французской Армии Север под командованием Франсуа Дюмурье и французской Армии Центр под командованием Франсуа Кристофа Келлермана остановили продвижение прусской армии под командованием Карла Вильгельма Фердинанда, герцога Брауншвейгского к Парижу.
Также известное как канонада при Вальми (нем. Kanonade von Valmy, фр. canonade de Valmy), это артиллерийское сражение оказалось тактически безрезультатным, но стратегически важным как доказательство жизнеспособности Французской революции. Несмотря на минимальные потери (менее 500 человек с обеих сторон) и неубедительные тактические последствия, битва при Вальми считается одним из наиболее значимых сражений Французских революционных войн, став первым триумфом новых, революционных армий Франции и ознаменовав начало возрождения её военного могущества, которое продлилось почти четверть века.

## Предшествующие события
После объявления Францией войны Австрии 20 апреля 1792 года и последовавших за этим первых вооружённых столкновений, в которых французские армии никак не проявили себя, 19 августа во Францию вошли контрреволюционные силы.
Вторгшиеся силы интервентов-союзников состояли из прусских войск, австрийских частей, гессенцев и французских эмигрантских отрядов (франц. ‘’émigrés’’) под общим руководством герцога Брауншвейгского, представлявшего верховное командование короля Пруссии Фридриха Вильгельма II. Ещё до начала серьёзных военных столкновений командующие трёх недавно сформированных французских революционных армий, Рошамбо, маркиз де Лафайет и Николя Люкнер, один за другим попали под суд, подозреваемые в контрреволюции, а сами три армии превратились в две, уже под командованием Дюмурье и Келлермана.
23 августа вторгшиеся союзники без труда захватили крепость Лонгви и не спеша двинулись к Вердену, который был ещё менее подготовлен к обороне, чем Лонгви. Французский военачальник полковник Бурепор в отчаянии застрелился, а 2 сентября город сдался. Далее герцог Брауншвейгский двинулся на Париж и приблизился к Аргонскому лесу. Однако Дюмурье, до сих пор постоянно тренировавший в Валенсьене своих новобранцев в мелких стычках с противником с целью последующего вторжения в Бельгию, теперь быстрым фланговым движением перебросил их к Аргонскому лесу, выстроив почти перед самым носом у прусского авангарда, перекрыв таким образом дорогу на Париж, одновременно призывая Келлермана подойти на подмогу из Меца. Келлерман откликнулся, но, прежде чем он успел подойти, северная часть линии обороны уже была взята неприятелем. Не утративший мужества Дюмурье передвинул фронт так, чтобы тот был обращён на север, правое крыло — на Аргон, а левое протянулось до Шалона-на-Марне, и в этой позиции к нему при Сен-Менегу 19 сентября присоединился Келлерман.

## Ход сражения
Тем временем, герцог Брауншвейгский, миновав ущелья к северу от себя, неожиданно изменил направление, чтобы отрезать Дюмурье от Шалона. В тот момент, когда прусский манёвр был почти завершён, Келлерман, командующий армией в момент временного отсутствия Дюмурье, двинул вперёд своё левое крыло и занял позицию между Сен-Менехолдом и мельницей на краю селения Вальми. Результатом противостояния и стала «канонада при Вальми». Сорокасемитысячная пехота Келлермана, состоявшая в основном из регулярных частей, уверенно держала строй, а французская артиллерия оправдала свою репутацию лучшей в Европе. В конце концов, после неуверенной двукратной атаки тридцатипятитысячная пехота герцога Брауншвейгского прервала бой и отступила. Потери французов составили 300 человек, а их противников — 184 человека.

## Последствия сражения
Хотя потери сторон были незначительными, тем не менее победа при Вальми стала поворотным моментом военной кампании. Свидетелем сражения оказался Иоганн Вольфганг фон Гёте, сопровождавший коалиционные войска. Свои впечатления он описал в очерке «Кампания во Франции 1792 года». По его словам, он сказал своим товарищам, прусским офицерам: «Здесь и отныне началась новая эпоха всемирной истории, и вы вправе говорить, что присутствовали при её рождении».
Десять дней спустя, без единого выстрела, армия союзников начала отход, но Дюмурье серьёзно не преследовал их. Вместо этого он занимался главным образом ведением целой серии искусных и осторожных переговоров, которые, на фоне общего наступления французских войск, привели к полному исходу интервентов-союзников с территории Франции.
На следующий день после этой первой военной победы революционной Франции, 21 сентября, в Париже декретом Национального Конвента была упразднена монархия и провозглашена республика. Победа при Вальми действительно стала не только первой победой армии, вдохновлённой исключительно гражданственностью и патриотизмом, но и предвестником конца эпохи абсолютизма.